# Agüenit
Agüenit (en árabe: أغوانيت‎, en lenguas bereberes: ⴰⵖⵡⴰⵏⵉⵜ, en francés: Aghouinite) es una localidad del Sahara Occidental. 
Actualmente está controlada por el Frente Polisario en los llamados Territorios liberados o Zona Libre.
Se encuentra al este del muro marroquí y cerca de la frontera de Mauritania  a 72 km al suroeste de Zouérate y de Fderik.
En el momento del censo de 2004, la comuna tenía una población total de 222 personas que vivían en 43 hogares.
Tiene un hospital que utiliza la energía solar, construido gracias a las ayudas de ONG de Vitoria, España. También tiene un pozo de agua desalada con una capacidad hídrica diaria de 40 000 litros. También consta de escuela y mezquita.
Desde 2012 Agüenit es un nuevo municipio de la República Árabe Saharaui Democrática.
Es la cabeza de la 7ª región militar de la República Árabe Saharaui Democrática.
Es también el nombre de una Daira de la wilaya de Auserd, en los campos de refugiados saharauis en la zona de Tinduf.

## Equipamientos
El 7 de junio de 2006, y durante las celebraciones del 30 aniversario del "Día del Mártir" (en conmemoración de la muerte en combate de El-Ouali Mustapha Sayed, primer presidente de la RASD), Mohamed Abdelaziz (presidente de la RASD) inauguró un hospital (construido con la ayuda del Gobierno Vasco), un centro de desalinización (construido con la ayuda de la Junta de Andalucía), una escuela y la Alcaldía de Agüenit.

## Política
En mayo de 2000 el Frente Polisario celebró el 27º aniversario del inicio de su lucha armada con un desfile militar en Agüenit. En junio de 2006 (durante las celebraciones del 30º aniversario del "Día del Mártir") la ciudad fue sede de la conferencia anual de las comunidades saharauis en el extranjero (diáspora saharaui).